# الأرض المسطحة

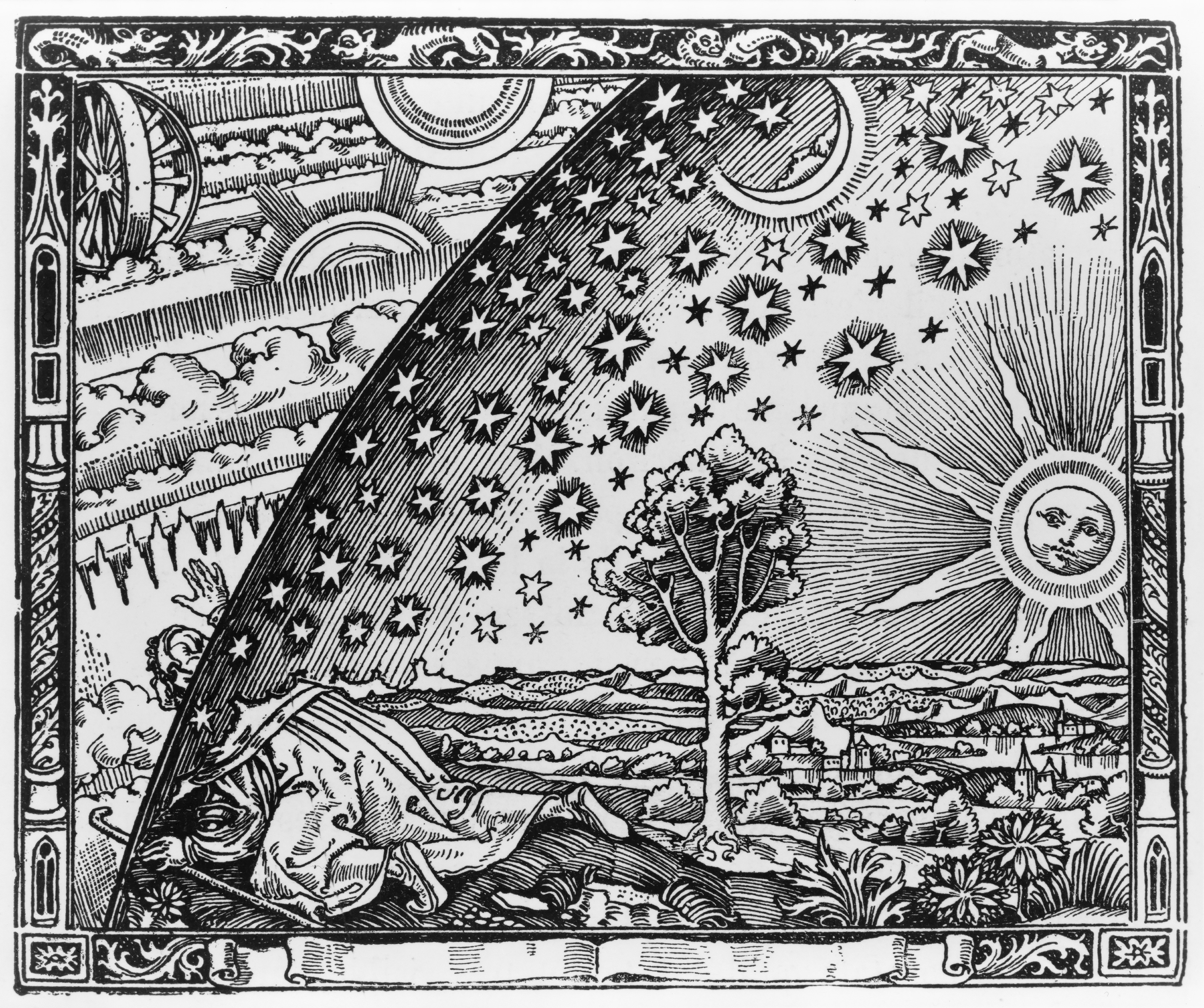
نقش فلاماريون (1888) يصور المسافر الذي يصل إلى حافة الأرض المسطحة ويمد رأسه خارجها وهو ينظر إلى السماء.

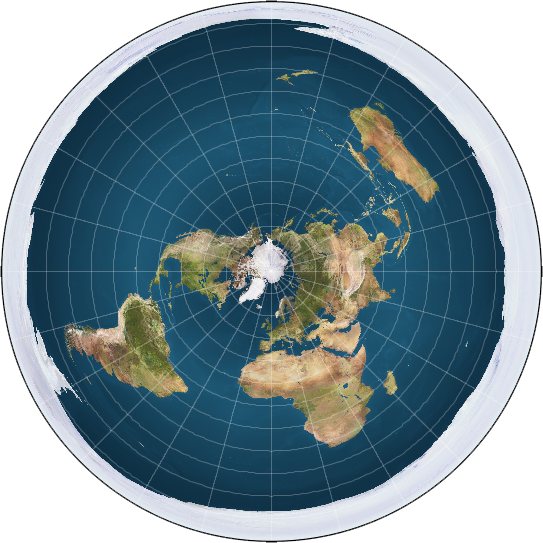
صورة حديثة للأرض المسطحة

الأَرْضُ المُسَطَّحَة  هو مفهوم قديم خاطئ يصف شكل الأرض كسطح مستوٍ أو قرص. اشتركت العديد من الثقافات القديمة في فكرة الأرض المسطحة في علم أوصاف الكون، بما في ذلك اليونان حتى الفترة الكلاسيكية (323 قبل الميلاد)، الحضارات في العصر البرونزي والعصر الحديدي في الشرق الأدنى حتى الفترة الهلنستية (31 قبل الميلاد)، والهند حتى فترة جوبتا (القرون الأولى بعد الميلاد) والصين حتى القرن السابع عشر.
ظهرت فكرة الأرض الكروية في الفلسفة اليونانية القديمة بداية مع فيثاغورس (القرن السادس قبل الميلاد)، على الرغم من أن معظم الفلاسفة قبل سقراط (القرنين السادس والخامس قبل الميلاد) احتفظوا بنموذج للأرض المسطحة. في أوائل القرن الرابع قبل الميلاد، كتب أفلاطون عن الأرض الكروية، وبحلول عام 330 قبل الميلاد، قدم تلميذه السابق أرسطو أدلة تجريبية قوية على ذلك. ثم بدأت معرفة الشكل الكروي للأرض تنتشر تدريجياً خارج العالم الهلنستي.
على الرغم من الحقيقة العلمية المتمثلة في كروية الأرض، إلا أن نظريات مؤامرة الأرض المسطحة المبنية على العلم الزائف تتبناها مجتمعات الأرض المسطحة الحديثة، وبشكل متزايد من قبل أفراد يستخدمون وسائل التواصل الاجتماعي.

صورة تخيلية للأرض المسطحة

22 صورة للأرض تم التقاطها من الفضاء عبر القمر الصناعي ديسكفر تؤكد كروية الأرض.

## الأرض المسطحة
كَان الاعتقاد القَديم السَاري عن شكل الأرض هو أنها مُسطحة أو مُدورة، وقَد كان مفهوم الأرض المُسطحة موجود في الكثير من الحضارات القَديمة. ومنها اليونانية حتى الفترة الكلاسيكية، وخلال فترة العصور البرونزية والحديدية في حضارات الشرق الأدنى حتى العصر الهيلينستي، وفي الهند حتى عهد إمبراطورية جوبتا، وفي الصين حتى القرن السابع عشر، وهذا التصور متأصل في ثقافات السكان الأصليين للأمريكتين، فشكل الأرض المسطحة المحاطة بقبة من السماء على شكل وعاء مقلوب هو تصور شائع في المجتمعات قبل انتشار الحضارة العلمية.
لقد طور عِلم الفَلك اليوناني نَموذج الأرض الكُروية، أبتداءً من فيثاغورس في القرن السادس قبل الميلاد، مَع أن مُعظم فلاسفة ما قبل سُقراط أحتفظوا بنموذج الأرض المسطحة.
وافق أرسطو على الشَكل الكُروي للأرض على أسس تَجريبية حَوالي عام 330 قبل الميلاد، وانتشر هذا المَفهوم تَدريجيا خارج العالَم الهِلنستي منذ ذلك الحين.
أما الاعتقاد الخاطئ للمثقفين الأوروبيين في وَقت كولومبوس هو أن الأرض مُسطحة، ورحلاته البَحرية التي فَندّت هذا الاعتقاد لمعتنقي وجهة أتباع الكرة الأرضية صَار يُطلق عليها اُسطورة الأرض المُسطحة، وفي عام 1945 قامت الجَمعية التاريخية لبريطانيا بإدراج هذا الاعتقاد الخاطئ من منظورهم كثاني خطأ في كتيب «أكثر عشرون خطأ شائِع على مر التاريخ».

## التطور التاريخي

### الشرق الأوسط القديم
وُجد المفهوم اليهودي بأن الأرض مسطحة منذ عصر التوراة قديماً وما بعد الكتاب المقدس. في أوائل العصر المصري وبلاد ما بين النهرين كان يعتقد العالم أن الأرض كقرص مسطح عائم في المحيط.

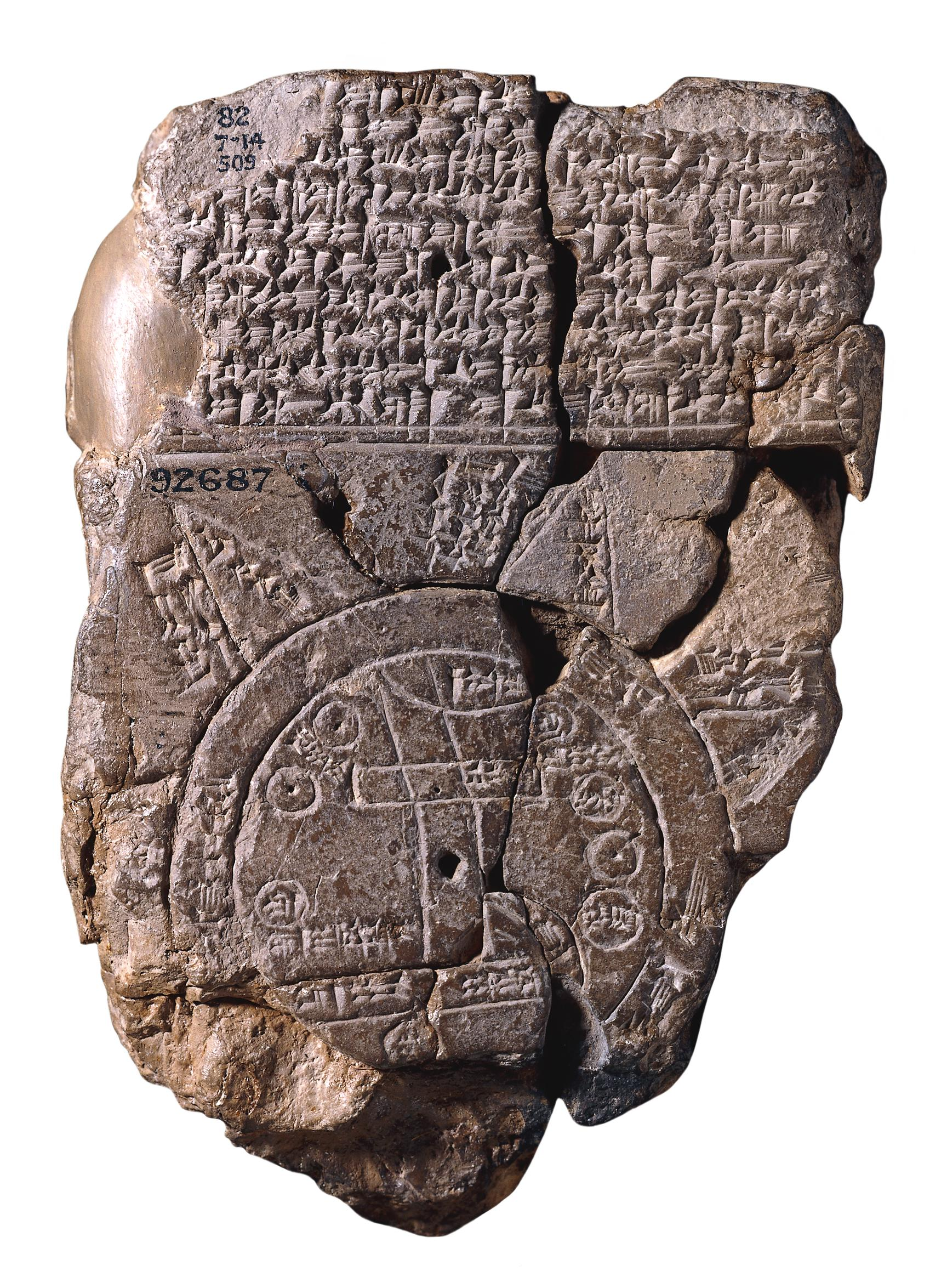
خريطة يافعة موندي البابلية، أقدم خريطة العالم المعروفة، القرن 6 قبل الميلاد بابل.

عثر على نموذج مماثل في الحساب الهومريوسي في القرن الثامن قبل الميلاد في هيئة أوكينوس التي جسّدت المياه المحيطة على شكل سطح دائري من الأرض، بأنه هو الذي أنجب جميع أشكال الحياة، والأرض في الكتاب المقدس عبارة عن قرص مسطح يطفو على الماء. إن نصوص الأهرام والتوابيت تكشف أن المصريين القدماء يعتقدون أن «نُونْ» (المحيط) كان جسما دائريا يحيط به «نبوت» (مصطلح يطلق على «الأراضي الجافة» أو «الجزر») وبالتالي، يعتقد القدماء في الشرق الأدنى القديم بدائرية الأرض الكوزموغرافية والتي تحيط بها المياه.

### البحر الأبيض المتوسط القديم

#### الشعراء
وصف كل من هوميروس وهيسيود الكوزموغرافيا (علم الفضاء والفلك): قرص مسطح على درع أخيل. وهذا التقليد الشعري لتطويق الأرض التي تحيط (غايا خوس) بالبحر (أوقيانوس) ويظهر قرص مسطح أيضا في ستاسينس قبرص، ميمينرموس، أريستوفانيس، وأبولونيوس روديس.
وصف هوميروس للكوزموغرافيا قرص مسطح على درع أخيل يحيط بالمحيط ويتكرر الوصف كثيرا في وقت لاحق في كوينتس سميرنيوس بوسثيمريكا (القرن 4 م)، التي يستمر فيها السرد من حرب طروادة.

#### الفلاسفة
يعتقد العديد من الفلاسفة قبل سقراط أن العالم مسطح: * طاليس (550 قبل الميلاد) وفقا لعدة مصادر، وليوكيبوس (440 قبل الميلاد) وديموقريطس (460-370 قبل الميلاد) وفقا لأرسطو يعتقد طاليس أن الأرض مسطحة وتطفو على الماء مثل الحطب.
- أناكسيماندر (550 قبل الميلاد) يعتقد أن الأرض اسطوانة قصيرة وأعلاها دائري مسطح وأنها ظلت مستقرة لأنها كانت على مسافة ثابتة من جميع الأشياء.

الأرض حسب إعتقاد أناكسيماندر 550 ق.م.

- أناكسيمينس من ميليتوس يعتقد أن «الأرض مسطحة ومعلقة في الهواء كالشمس والقمر وباقي الأجرام السماوية الأخرى النارية وأنهم معلقون في الهواء لانها مسطحة».
- كزينوفانيس من كولفون (500 قبل الميلاد) أعتقد أن الأرض مسطحة، والجانب العلوي منها يلامس الهواء، بينما الجانب السفلي يمتد دون حدود.

واصلت الاعتقادات في أن الأرض مسطحة في القرن الثامن قبل الميلاد.
اتفق أناكساغوراس (450 قبل الميلاد) أن الأرض مسطحة، وتلميذه أرخيلوس أعتقد أن الأرض المسطحة كانت منخفضة في المنتصف مثل الصحن، للسماح لحقيقة أن الشمس لا تشرق ولا تغرب في الوقت نفسه على الجميع.

#### المؤرخون

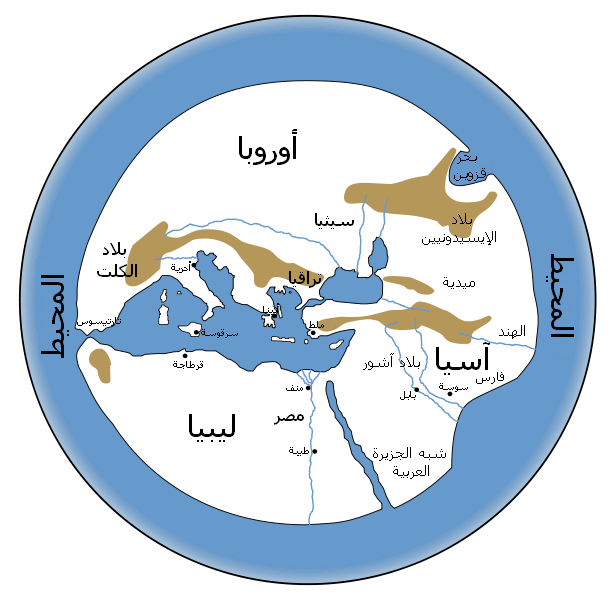
خريطة العالم للميليتي.

اعتقد هكتيوس الملطي أن الأرض مسطحة ومحاطة بالمياه. وقد سخر هيرودوت في كتابه «تواريخ هيرودوت» من فكرة أن المياه تحيط بالأرض من كل الجهات، ولكن بالرغم من ذلك يعتقد المختصون في الحضارة اليونانية والإغريقية أنه لازال يؤمن بأن الأرض مسطحة ويظهر ذلك الاعتقاد في وصفه واستخدامه الحرفي لكلمة أطراف أو حواف اليابسة.

### الهند القديمة
ذكر ديك تيريسي في كتابهِ أن الفيدا - وهو الكتاب المقدس لدى الهندوس - كان قد سبق أرسطو منذ آلاف السنين في اعتقاده بأن الأرض كروية الشكل وتدور حول الشمس، كما يقول في كتابهِ أن الفيدا سبق اسحق نيوتن أيضا بأربعة وعشرين قرنا باكتشافه أن الجاذبية هي ما يجمع الكون بعضه ببعض.
وأعتقد الأريانيون المتحدثين باللغة السنسكراتية أن الأرض كروية الشكل في حين أعتقد اليونانيين في ذلك الوقت أنها مسطحة. وقد قدر الهنود في القرن الخامس للميلاد عمر الأرض ب 4.3 مليار سنة بينما اعتقد العلماء في القرن 19 في إنجلترا أن عمر الأرض يتعدى 100 مليون سنة. وفي العصور القديمة ساد الاعتقاد في علم الكون في الهند بأن الأرض تشبه القرص وتحوي على أربع قارات تتجمع حول جبل ميرو مثلها مثل بتلات الزهرة وتحيط المياه بهذه القارات. وقد شُرح ووُضح هذا الاعتقاد في العلم الكوني عند الديانة الجينية -وتسمى أيضاً (الجانستية)-وهي ديانة مشتقة عن الديانة الهندوسية، وفي البوذية أيضا حيث ُتصوّران الأرض على أنها قرص مسطح ضخم يتكون غالبه من المحيطات (وبحجم نظام كوكبي صغير) تحده الجبال بحيث تظهر القارات كجزر صغيرة.

### الشعوب الإسكندنافية والألمانية
اعتقدت الشعوب الإسكندنافية والألمانية القديمة بأن الأرض مسطحة ومحاطة بالمحيطات وفقا لعلم تركيب الكون، مع وجود محور العالم (شجرة العالم: إغدراسيل، أو عمود: ايرمينسول) في المنتصف. ويعتقد الإسكندنافيون بأن العالم محاط بالمحيطات مثل جلسة ثعبان يسمى يورمونغاند (Jormungandr).
وفي رواية نشأة الخلق الإسكندنافية المحفوظة في مجموعة الأساطير الإسكندنافية والتي جاء فيها أنه خلال خلق الأرض، قد ‘وضِع البحر جيلفينينغ الثامن الذي لا يمكن العبور من خلاله حول الأرض مثل حلقة.
...وقال جافينهار: «من الدماء - التي نزفت بغزارة من جروحه - ‘كون البحر- وعندما كونت هذه الدماء الأرض وأرستها معا، وُضِع البحر على شكل حلقة حولها؛ وبالنسبة للأرض قد يبدو هذا شيء جدا صعب على معظم الرجال ليعبروا من خلاله.»

### اليابان القديمة
يصف الفصل الأول من نيهونجي (Nihongi) («السجلات اليابانية») الاعتقادات اليابانية القديمة بأن العالم كان مسطحا وأن اليابسة تطفو «مثلما يطفو الزيت» على سطح الماء.
ومن هنا يقال إنه عندما نشأ العالم فإن تربة الأراضي كانت تطفو بطريقة قد تشابه الطريقة التي تطفو بها الأسماك على سطح الماء منذ القدم، عندما كانت الأراضي وكوكب الأرض صغيران طافا كما يطفو الزيت على سطح الماء. وفي هذا الوقت نتج شيء ما داخل الأرض على شكل برعم نبات القصب عندما ينمو. أيضا يصف الفلكلور الكوجيكي والاينو الأرض بأنها مسطحة حيث أن الأرض «تطفو» على سطح الماء.

### الصين القديمة
مفهوم شكل الأرض في علم الفلك الصيني القديم
في تاريخ الصين قديما، ساد الاعتقاد بأن الأرض مسطحة ومربعة الشكل، بينما كانت السماء تُصوَّر على أنها كروية. لم يكن هذا التصور موضع تساؤل حتى وصول علم الفلك الغربي في القرن الثامن عشر، الذي قدم أفكارًا مغايرة. ويؤكد الباحث البريطاني كولن، المختص في الحضارة الصينية، أنه لم يكن هناك تصور في الصين القديمة بأن الأرض كروية، إذ ظل الاعتقاد السائد ثابتًا حتى التواصل مع المبشرين الأوروبيين في القرن السابع عشر.
على النقيض من ذلك، كانت هناك تصورات متعددة حول السماء في علم الفلك الصيني. فقد تم تصويرها على أنها:
- غطاء يشبه المظلة يحيط بالأرض (نظرية كاي تيان).
- كرة تحيط بالأرض (نظرية هان تيان).
- فضاء غير مادي تطفو فيه الأجرام السماوية بحرية (نظرية سوان ييه).

ومع ذلك، بقي الاعتقاد السائد بأن الأرض مسطحة، حتى وإن كان سطحها غير مستوٍ تمامًا.
انتشر في أوساط الفلكيين الصينيين، مثل زانج هينج (78-139 م)، تشبيه السماء ببيضة، حيث تصورها كروية لكنها مقوسة، بينما شُبِّهت الأرض بصفار البيضة في مركزها. وقد دفع هذا التشبيه بعض الباحثين المعاصرين، لا سيما جوزيف نيدهام، إلى الافتراض بأن الفلكيين الصينيين كانوا على دراية بكروية الأرض. ومع ذلك، كان المقصود من التشبيه الإشارة إلى الموقع النسبي للأرض داخل السماء، وليس إلى كونها كروية.
في هذا السياق، ورد في كتابات تشانغ هنغ حول نشأة الكون - التي لم يترجمها نيدام - أن:  "السماء تستمد طبيعتها من مبدأ اليانغ، لذا فهي مكورة ومتحركة، بينما تستمد الأرض طبيعتها من مبدأ الين، لذا فهي مسطحة وثابتة."
كان الهدف من هذا الوصف توضيح أن الأرض محاطة بالسماء وليست مجرد سطح مغطى من الأعلى، كما اقترحت نظرية كاي تيان. وبالرغم من أن الفلكيين الصينيين كانوا على قدر عالٍ من الذكاء والمعرفة، فقد ظل الاعتقاد بسطحية الأرض قائمًا حتى القرن السابع عشر، رغم أن الإغريق، منذ القرن الخامس قبل الميلاد، أقروا بفكرة كروية الأرض.
ثمة إشارات أخرى استشهد بها نيدام تفيد بأن بعض العلماء الصينيين ناقشوا شكل الأرض، لكنها تؤكد في معظمها أنها مربعة وليست كروية. فعلى سبيل المثال، في القرن الثالث عشر، جادل المفكر لي يي بأن السماء الكروية قد تعيقها الأرض المربعة، ولم يؤيد فكرة كروية الأرض، بل رأى أن أطرافها قد تكون مستديرة. كما ورد في كتاب هاوي نان زو (القرن الثاني قبل الميلاد) أن الفلكيين الصينيين اقتبسوا حسابات إراتوستينس لقياس ارتفاع الشمس، وافترضوا أن الأرض مسطحة، ما أدى إلى تقدير محيطها بنحو 100,000 لي (وحدة صينية تقليدية، تعادل نحو 500 متر لكل لي)، وهو رقم يقل بثلاثة أضعاف عن القيمة الفعلية.

### رفض تأييد أن الأرض مسطحة

#### البحر الأبيض المتوسط القديم
بعد أن اعترف الفيلسوفان اليونانيان فيثاغورث في القرن السادس ق.م، وبارمنيدس في القرن الخامس ق.م بكروية الأرض انتشرت هذه النظرية بشكل سريع في العالم اليوناني. حوالي 330 قبل الميلاد واصل أرسطو الاكتشاف على أساس النظرية الفيزيائية وعلى أساس الدليل المسجل والملحوظ لكروية الأرض. وكان المحيط الدائري هو أول ما تم اكتشافه في 240 قبل الميلاد بواسطة إراتوستينس.
وفي القرن الثاني الميلادي قام بطليموس بإنشاء خريطته للكرة المنحنية وقام بتطوير نظام خط العرض (خط الاستواء) وخط الطول والمناخ. وكتابه المجسطي الذي كتب باليونانية وترجم للاتينية فقط في القرن الحادي عشر الميلادي من الترجمات العربية، وفي القرن الثاني اكتشف كراتس المالوسي الكرة الأرضية وقسمها إلى أربع قارات مفصولة بأنهار أو محيطات شاسعة مع افتراض أشخاص تسكن هذه المناطق الأربعة.
مقابل ذلك الأكيومن -العالم المستوطن- حيث الأجزاء الواقعة على الجهة المقابلة من الكرة الأرضية غير قابلة للوصول على حد سواء نظرا لوجود منطقه حارة متداخلة مع (خط الاستواء) والمحيط وقد كان هذا مأخذ على عقلية القرون الوسطى.
عارض لكريتيوس (في القرن الأول قبل الميلاد) مفهوم كروية الأرض؛ لأنه يعتبر أن الكون لانهائي وليس لديه مركز، وبافتراض أن لديه مركز فالأجسام الثقيلة سوف تميل نتيجة لذلك. وبالتالي كان يعتقد أن فكرة كون الحيوانات تمشي رأسًا على عقب تحت الأرض فكرة سخيفة.
وبحلول القرن الأول الميلادي كان بليني الأكبر في وضع يسمح له أن يدعي أن الجميع متفق على أن الأرض كروية على الرغم من الخلافات التي استمرت بشأن طبيعة حدود الكرة الأرضية وكيف أنه من الممكن الحفاظ على المحيطات في الشكل المنحني. أيضًا أخذ بليني بعين الاعتبار احتمال أن تكون الكرة الأرضية ناقصة أو غير كاملة (على شكل كوز الصنوبر).
في أواخر العصور القديمة كانت القراءة بشكل موسع مثل قراءة الموسوعات للقديسين ماكروبيس ومارتيانوس كابيلا (القرن الخامس) الذين ناقشوا محيط مجال الأرض باعتبار أن لها وضع مركزي في الكون، واختلاف فصول السنة بين نصف الكرة الأرضية الشمالي والجنوبي، والكثير من التفاصيل الجغرافية الأخرى. وفي تعليقه على حلم شيشرون من سكيبو وصف ماكروبيس الأرض باعتبارها جزء صغير من العالم بالمقارنة مع ما تبقى من الكون.

#### موقف الكنيسة المبكر من شكل الأرض
في بدايات عصر الكنيسة، ومع بعض الاستثناءات، كان الاعتقاد السائد بين رجال الدين بكروية الأرض، كما يظهر في كتابات أوغسطينوس وجيروم وأمبروز. غير أن بعض الشخصيات الكنسية، مثل لاكتانتيوس في كتابه المعاهد المقدسة، سخرت من هذه الفكرة، إذ رأى أن تصور وجود أناس يعيشون على الجهة الأخرى من الكرة الأرضية يعني أن أقدامهم ستكون أعلى من رؤوسهم. كما رفض الحجة القائلة بأن الأجسام الثقيلة تتجه نحو المركز، وشبه هذا التصور بأسلاك عجلة الدراجة التي تتماسك عند المحور، معتبرًا إياه فكرة غير منطقية.
اتخذ أوغسطينوس (354-430) موقفًا أكثر تحفظًا تجاه فرضية وجود سكان على الجهة الأخرى من الأرض، حيث رأى أنه من غير المنطقي أن يكون هؤلاء قد انحدروا من نسل آدم، إذ كان عليهم اجتياز المحيط بأسره للوصول إلى تلك المناطق، وهو أمر غير محتمل. ومع ذلك، فقد فهم معاصروه المتعلمون أنه يتبنى وجهة النظر الكروية للأرض، كما ورد في كتابه المعنى الحرفي لسفر التكوين. ومع ذلك، أشار الباحث ليون فيراري إلى أن بعض الإشارات في أعمال أوغسطين قد توحي باعتقاده بأن الأرض مسطحة وتوجد في أسفل الكون المادي.
أما ديودوروس الطرطوسي، فقد استدل من الكتب المقدسة على أن الأرض مسطحة، غير أن فكرته قوبلت بالانتقاد من قبل فوتيوس. كذلك، تبنى سيفريان، أسقف الجبلة، فكرة الأرض المسطحة، واعتقد أن الشمس لا تمر تحتها ليلًا، بل تنتقل عبر الجزء الشمالي وكأنها مخفية بجدار.
في القرن السادس، قدم الراهب المصري قزماس إنديكوبليستس نظرية لاهوتية تفترض أن الأرض مسطحة ومستطيلة الشكل، ومحاطة بالمحيطات الأربعة، مستندًا إلى تفسير رمزي يشبه الأرض بـ تابوت العهد. وقد تبنى يوحنا الذهبي الفم (كريسوستوم) والقديس أثناسيوس هذه النظرة، مستندين إلى تفسير الكتاب المقدس الذي يصوّر الأرض كأنها طافية على المياه.
على الجانب الآخر، كان هناك تيار أكثر انفتاحًا تجاه الأفكار الفلسفية، فقد أظهر الباحث ليون مونتاغنيني في دراسة حديثة أن مواقف رجال الكنيسة حول شكل الأرض كانت متنوعة، حيث تأثرت رؤيتهم بعوامل فلسفية وروحية. فقد تبنى أوريجن نظرية الجيوفراسيم القريبة من فكر أفلاطون، بينما باسيل وأمبروز وأوغسطين وفيلوبونس قبلوا بكروية الأرض، ولكن بتحفظ، مترددين في قبول المبررات الفيزيائية التي قدمها أرسطو أو الفلاسفة الرواقيون.
بوجه عام، ظل الاعتقاد بالأرض المسطحة حاضرًا لدى بعض رجال الدين، خصوصًا القادمين من المناطق السريانية، الذين مالوا أكثر إلى التفسيرات الحرفية للنصوص الدينية. ومع ذلك، كان باسيليوس (329-379) أحد أوائل الكتّاب المسيحيين الذين اعتبروا أن مسألة شكل الأرض ليست ذات بعد ديني.

### في عصر الإسلام
إختلف المسلمون بتفسيرهم عن شكل الأرض، ففي العصر الحديث تأثرت أغلب الآراء بالأخذ بما يقول به العلم الحديث، وبدى هذا التأثر بوضوح منذ عام 700 للهجرة عندما قال شيخ الإسلام ابن تيمية وابن حزم بكروية الأرض وقد نقل العديد من فقهاء المسلمين الإجماع على أن الأرض كروية، قال شيخ الإسلام ابن تيمية: «وكذلك أجمعوا على أن الأرض بجميع حركاتها من البر والبحر مثل الكرة. قال: ويدل عليه أن الشمس والقمر والكواكب لا يوجد طلوعها وغروبها على جميع من في نواحي الأرض في وقت واحد، بل على المشرق قبل المغرب».
وقال الإمام ابن حزم الأندلسي: «إنّ أحداً من أئمة المسلمين المستحقين لاسم الإمامة بالعلم رضي الله عنهم لم ينكروا تكوير الأرض، ولا يحفظ لأحد منهم في دفعهِ كلمة، بل البراهين من القرآن والسنة قد جاءت بتكويرها»، أما بالنسبة للعصور السابقة فإن الأخذ بظاهر القرآن الذي يصف شكل الأرض وكيفية خلقها وصف دقيق هو الطريق الذي بنى عليهِ أغلب علماء السلف فقال ابن عباس أن الأرض مبسوطة على وجه الماء، وظاهر كلامه يوحي أن الأرض مسطحة، وكذلك قال السيوطي أنها مسطحة وليست كرة ، ابن عطية الذي صرح بعدم كرويتها  والكثير من علماء المسلمين، إلا أن السيوطي وابن عطية من المتأخرين.
بناء على الوصف الظاهري لآيات القرآن الكريم في شكل الأرض، فالأرض تتكون من سبع أراضين، وفسر بعض المفسرين القدامى وجهة نظرهم بخلاف منهج تفسير القرآن الشائع فقالوا أنه يعيش البشر على أول أرض فيهن، وهي الصغرى التي يتم فيها التسطح، وهي مدحوة من الأطراف.. ثم تطور علم الفلك الاسلامي على أسس كروية الأرض. ولقد اعتمدت الأعمال الإسلامية النظرية بشكل كبير على مبادئ أرسطو وبطليموس، وكلاهما بنى أفكاره على أساس كروية الأرض ومركزيتها للكون (نموذج مركزية الأرض). وأتفق علماء المسلمين في علم الهيئة في عهد الخليفة المأمون على كروية الأرض، ولذلك طلب المامون منهم قياس محيطها وقطرها وتم حساب ذلك بشكل قريب من القياس الحالي ودونه المؤرخون وذكره علماء الفلك المعاصرين، ولقد لجأ العلماء العرب المسلمين لعدة طرق للقياس ومنهم أبو الريحان البيروني حيث توصل لطريقة جديدة لحساب محيط الأرض، وكانت طريقته في القياس أقرب إلى قيمة قريبة من القيمة الحالية لمحيط الأرض.
ولكن لا يمكن ان يكون للقرآن وجهين وهو كلام الله عز وجل الفارق بين الحق والباطل وبينت الآيات ان الأرض كروية بما لايدع مجالاً للشك كما ذكر ذلك معظم علماء الإسلام، بل إن كتاب القرآن يذكر إن معظم الأفلاك السماوية تدور في أفلاك خاصة بها في حركة مستمرة ومن المفسرين القدامى الذي كتب عن شكل الأرض ودورانها حول الشمس فخر الدين الرازي حيث كتب في كتابه المرجعي التفسير الكبير عن كروية الأرض ودلالاتها في القرآن قبل 840 سنة بقولهِ « إنه على الرغم من أن الأرض قد وصفت في آية بأنها مستقر فهي توصف في آية أخرى باعتبارها كوكباً وكرة سماوية، كرة أرضية تدور حول الشمس، وإذا ما سئلت كيف يعيش الناس على أرض مستديرة في الوقت الذي تدور فيهِ حول الشمس فإن إجابتي ستكون: أن الكوكب من الكبر بحيث أن المساحات المنبسطة عليهِ ممهدة بما يكفي لكي تستوعب حياة الكائنات كلها فوقه»، هذا وعي علمي فلكي وتفسير منطقي لعالم مسلم متوافق مع منهجهِ العقلي في التفكر وتفسير القرآن وفهم متقدم بقرون على ما تبع عصرهِ من جهالة وتخلف علمي. إن الرازي له مقام كبير في العلوم الكونية من علم الهيئة والفلك وغيرها.
وهذا العلم قد أهمله معظم المفسرين القدماء، ولذلك أكثر الرازي الكلام فيهِ واهتم به اهتماماً بالغاً في تفسيره، فيقول الرازي مدافعاً عن مسلكه هذا: «وربما جاء بعض الجهال والحمقى وقال: إنك أكثرت في تفسير كتاب الله من علم الهيئة والنجوم، وذلك على خلاف المعتاد. فيقال لهذا المسكين: إنك لو تأملت في كتاب الله حق التأمل لعرفت فساد ما ذكرته».
ثم بيّن تفسيره للظواهر الكونية ومنها حركة الأجرام وكروية الأرض من عدة وجوه مستدلاً بالآيات القرآنية، وهدفه من ذلك إثبات عظمة الخالق وقدرته، فالظواهر الكونية وما يجري فيها من قوانين هي من آثار قدرة الله. يقول رشيد الصالحي (ج3، ص167): «من الآراء التي يستفاد منها في دراسة أمور الحياة – التربوية وغيرها – أن الرازي يهتم بالمسائل العلمية والأمور الكونية ويوسع معاني الاستدلالات القرآنية حسب المستوى الحضاري في عصره، واتبع قاعدة تربوية ثابتة اتبعها القرآن الكريم في الاستدلال بالأثر على المؤثر.»

### بداية العصور الوسطى
في بداية العصور الوسطى، لم يُبدِ الكُتاب المسيحيون اهتمامًا كبيرًا بفرضية سطحية الأرض، على الرغم من إدراكهم غير الواضح لكتابات بطليموس وأرسطو، حيث اعتمدوا بشكل أكبر على مؤلفات بليني. ومع انهيار الحضارة الرومانية، واجهت أوروبا الغربية صعوبات أدت إلى تراجع الإنتاج الفكري، مما قلل من توفر الأعمال العلمية الكلاسيكية، التي أصبحت مقتصرة على ملخصات وتصنيفات مبسطة.
رغم ذلك، دعمت عدة مصادر في العصور الوسطى فكرة كروية الأرض، كما يتضح في المخطوطات المبكرة لماكروبيوس، والتي تضمنت خرائط تُظهر الأجزاء الواقعة على الجهة المقابلة من الكرة الأرضية، إضافة إلى رسومات تمثل المناخات البطلمية المستندة إلى فرضية كروية الأرض. ومن بين هذه المخطوطات، نجد "حلم سكيبيو"، الذي احتوى على رسوم للأرض مصنفة تحت اسم "globus terrae"، أي "كرة الأرض"، ممثلةً في مركز الكون.
في العصر الكارولنجي، ناقش العلماء رؤى ماكروبيوس حول الأجزاء المقابلة من الكرة الأرضية. ومن بين هؤلاء، الراهب الإيرلندي دونغال، الذي أشار إلى أن الفراغ المداري بين المناطق المأهولة في نصف الكرة الشمالي وتلك الموجودة في الجنوب كان أقل اتساعًا مما افترضه ماكروبيوس.
عبر عدد من المفكرين عن تصورات مختلفة حول شكل الأرض. فقد كتب بوئثيوس، في دراسته اللاهوتية حول الثالوث، عن نموذج ماكروبيوس للأرض في مركز الكون، وهو نموذج نُقل وترجم على نطاق واسع. بينما طرح إيزيدور من إشبيلية تصورًا آخر يُشبه الأرض بالعجلة، وهو رأي مستوحى من آناكسيماندر. كما ظهرت خريطة T-O الشهيرة لإيزيدور، والتي فُسرت في بعض الأحيان على أنها تدعم فرضية سطحية الأرض، رغم أن كتاباته الأخرى أشارت إلى كرويتها. ففي الفصل 28 من "دي ناتورا ريروم"، أكد أن الشمس تدور حول الأرض، مضيئة الجانب الآخر خلال الليل، مما يشير ضمنيًا إلى كروية الأرض.
استمر الجدل حول شكل الأرض حتى القرن الثالث عشر، الذي يُعتبر عصر الذروة في المعرفة الأوروبية. ورغم أن اختراع الطباعة ساهم في انتشار نسخ جديدة من النصوص، فقد كان للمترجمين العرب دورٌ بارزٌ في نقل الفلسفة والعلوم الإغريقية إلى أوروبا، مما ساعد على تعزيز المعرفة الفلكية، لكن تأثير الأفكار القديمة حول سطحية الأرض لم يختفِ تمامًا.
كتب الراهب بيدي (672-735م) في أطروحته "حساب الزمن" أن الأرض ليست مستوية ولا مجرد قرص، بل تشبه الكرة، وهو ما يفسر اختلاف طول النهار بين المناطق المختلفة. وقد دُرست أعماله على نطاق واسع في أوروبا، ما يُشير إلى أن فكرة كروية الأرض كانت منتشرة بين رجال الدين.
في منتصف القرن الثامن، ناقش القديس فيرجل سالزبورغ بعض الأفكار الجغرافية التي رآها القديس بونيفاس غير مقبولة، واشتكى منها إلى البابا زكاري، الذي رد بلهجة حادة، مستنكرًا الاعتقاد بوجود سكان في الجهة المقابلة من الأرض. ومع ذلك، لم يُعاقب فيرجل، بل عُين لاحقًا أسقفًا، وأُعلن قديسًا في القرن الثالث عشر.
من الناحية الرمزية، استُخدم المجسم الكروي مع الصليب (the orb) كرمز للسلطة في ممالك أوروبا والإمبراطورية الرومانية المقدسة، منذ عهد الإمبراطور ثيودوسيوس الثاني. وفي عام 1191م، ظهر هذا الرمز في مراسم تتويج الإمبراطور هنري السادس، مما قد يعكس تصورًا ضمنيًا لكروية الأرض.
ورغم الاعتقاد السائد بأن الناس في العصور الوسطى كانوا يظنون الأرض مسطحة، فإن الدراسات الحديثة تشير إلى أنه منذ القرن الثامن، لم يُعرف عن أي عالم مختص برسم خرائط الكون أو الأرض قد شكك جدّيًا في كرويتها. ومع ذلك، قد تكون هذه الأفكار ظلت غير منتشرة بين العامة، الذين ربما لم يكن لديهم تصور واضح حول شكل الأرض.

#### منتصف العصور الوسطى ونهايتها
مع حلول القرن الحادي عشر، علمت أوروبا بعلم الفلك الإسلامي. أنشئت النهضة في القرن الثاني عشر منذ حوالى عام 1070 م تنشيطاً فكرياً في أوروبا ذي جذور فلسفية وعلمية، واهتماماً متزايداً بالفلسفة الطبيعية.
كان هيرمانوس كونتراكتوس (1013-1054) من أوائل العلماء المسيحيين الذين قاموا بتقدير محيط الأرض باستعمال طريقة أراتوستينس. اعتقد توما الأكويني (1225-1274)، وهو من أهم وأكثر علماء اللاهوت في العصور الوسطى دراسة بكروية الأرض، حتى أنه اعتبر أن معرفة قرائه بكروية الأرض هو أمر مفروغ منه. [ن ب 1] عادة ما قدمت المحاضرات في جامعات العصور الوسطى أدلة لإثبات كروية الأرض. أيضا في كتاب (مجال العالم) أكثر الكتب تأثيرا في علم الفلك في القرن الثالث عشر وأكثرها قراءةً من جميع طلاب جامعات شرق أوروبا، وصف الكرة الأرضية بالكروية.
كتب في خلاصة كتابه «أثبت علماء الفيزياء أن الأرض دائرية بوسيلة وعلماء الفلك بوسيلة أخرى ويثبت علماء الفلك ذلك عن طريق الرياضيات على سبيل المثال بواسطة أشكال الكسوف، أو شيء من هذا القبيل، بينما أثبت علماء الفيزياء ذلك عن طريق حركة الأجسام الثقيلة نحو المركز وهكذا دواليك».
لم يُناقش موضوع شكل الأرض في الأعمال العلمية المكتوبة باللغة اللاتينية فقط؛ بل عولج أيضا في الأعمال المكتوبة بلغات ولهجات مختلفة التي كانت موجهة لجمهور أوسع.
الكتاب النرويجي (Konungs Skuggsjá)، المؤلف حوالي عام 1250 م ، ينص بوضوح على أن الأرض مستديرة وأن هناك ليل على الجانب الآخر من الأرض عندما يحل النهار في النرويج. يناقش المؤلف أيضا وجود سكان في الجهات المقابلة للكرة الأرضية ويذكر أنهم (في حال وجودهم) يرون الشمس في الشمال في منتصف النهار، وأنهم في النرويج يعيشون فصولاً معاكسة لتلك التي يعيشها الناس في الجهات المقابلة لنصف الكرة الشمالي.
ومع ذلك أوضح تاترسال أن النظرة إلى شكل الأرض في النصوص العامية والفرنسية التي ظهرت في القرن الثاني عشر والقرن الثالث عشر وصفتها بالمستديرة كالمنضدة وليست كالتفاحة. وفي الواقع فإنه في جميع الأمثلة المنقولة من الملاحم أو الأعمال الرومانسية غير ' التاريخية ' التي تحمل الطابع غير التعليمي فقد تم استخدام كلمات تحمل دلالات واضحة على أن شكل الأرض دائرية وليست كروية.
وقد قدمت رحلات الاستكشاف البرتغالية إلى أفريقيا وآسيا، ورحلة كولومبوس إلى الأميركتين عام (1492 م)، وأخيرا رحلة فرديناند ماجلان بغرض الدوران حول الأرض (1519-1521م) البراهين العملية النهائية لشكل الأرض النهائي.

#### مينغ الصين
في وقت متأخر من عام 1595م، بكرت الحملات التبشيرية اليسوعية إلى الصين، ماتيو ريتشي، سجلت أن الصينيون يقولون: «إن الأرض مسطحة ومربعة، والسماء هي المظلة المستديرة، بل لم تنجح في تصور إمكانية أقصى حدود الكرة الأرضية.» ومما يؤكد الاعتقاد العالمي في أن الأرض مسطحة بواسطة الموسوعة الصينية المعاصرة من عام 1609م التي توضح الأرض مسطحة ممتدة على سطح مستوي قطرها الأفقي من السماء كروية.
في القرن السابع عشر، انتشرت فكرة كروية الأرض في الصين نظرا لتأثير اليسوعيون، الذين تولوا مناصب عالية كفلكيين في البلاط الإمبراطوري

## «أسطورة الأرض المسطحة» في علم التاريخ الحديث
خلال القرن التاسع عشر، أعطى المفهوم الرومانسي للعصور المظلمة الأوربية أهمية لـنموذج الأرض المسطحة أكثر من أي فترة مضت في التاريخ.
وفي عام 1945م رتبت الجمعية التاريخية «مفهوم كولومبوس والأرض المسطحة» في المركز الثاني من أصل عشرين خطأ، في كتيب نُشر لأول مرة يعرض أشهر الأخطاء التاريخية الشائعة.
وقد أعيد تكرار هذا الاعتقاد في بعض الكتب المدرسية على نطاق واسع فكانت الطبعة السابقة لـكتاب الموكب الأمريكي للكاتب طوماس بيلي ينص على أن «البحارة الخرافيين -من طاقم كولومبوس-أنتجت المتمردين على نحو متزايد. وذلك لخوفهم من الإبحار على حافة العالم» ولكن لا يوجد أي دليل تاريخي يثبت ذلك في الحقيقة ربما كان البحارة هم أول من عرف انحناء الأرض لملاحظتهم اليومية لذلك فـعلى سبيل المثال رؤية كيفية اختفاء الجبال تحت الأفق عند الإبحار بعيدًا عن الشاطئ.
الاعتراض الوحيد الذي نشر جاء من زكريا ليليو، الكاهن بكنيسة القديس يوحنا لاتران في روما عام 1496، وفي قسم عنوانه «الأرض ليست مستديرة» يوضح ليليو بأنه لا يتفق مع بطليموس وبليني على دائرية الأرض دون وجود دليل لأنهم من وجهة نظره يعتمدون على التخمين أكثر من المنطق.
والجدير بالذكر أن كوبرنيكوس في عام 1514م بعد عشرين عامًا من كولومبوس كتب أنه يرفض فكرة الأرض المسطحة، ويعتقد بأن عليه العودة إلى اليونانيين لإيجاد مؤيد لنظريته. على الرغم من ذلك، فقد بذل الكثير من الجهد لإظهار أن الأفكار الحالية عن شكل الأرض مغلوطة. وفي الواقع، في عام 1490م كانت المشكلة ليست في شكل الأرض فحسب بل في حجمها وكذلك موقع الساحل الشرقي لآسيا.

## القائلون بسطحية الأرض في العصر الحديث
حديثا انحصر الاعتقاد بسطحية الأرض من جماعات وأشخاص منعزلين، لكن لم يكن منهم علماء ذوو شأن.
- في عام 1849، قام الكاتب الإنجليزي صامويل روبوثام (1816 - 1885)، وتحت اسمه المستعار "Parallax"، بإصدار كتيب بعنوان "Zetetic Astronomy" أو (الفلك الزيتي، من الحرف اليوناني زيتا)، يدافع فيه عن نظرية سطحية الأرض وقام فيه بنشر نتائج عدة تجارب والتي تختبر انحناءات الماء في حفر تصريف طويلة، وأتبع هذا الكتيب بآخر معنون بـ «عدم ثبات الفلك الحديث ومعارضته للكتاب المقدس». أحد مؤيدي صامويل، يدعى جون هامبدن، خسر رهانا لصالح ألفريد راسل والاس في تجربة نهر بدفورد الشهيرة، والتي كانت تهدف لإثبات سطحية الأرض.
- في عام 1718، قام هامبدن بإصدار كتاب بعنوان «الكتيب الجديد في الكوزموغرافيا الإنجيلية».
- أصدر روبوثام أيضا دراسات توهم بأن تأثيرات اختفاء السفن عند الأفق يمكن أن تفسر بقوانين المنظور بالنسبة للعين البشرية.
- في عام 1883، قام صامويل بتأسيس الجمعيات الزيتية (Zetetic Societies) في إنجلترا ونيويورك، حيث شحن إليهم آلاف النسخ من كتابه (الفلك الزيتي). عرضت تحديات نُشِرت في نيويورك دايلي جرافكس (New York Daily Graphics) عشرة آلاف دولار لأي شخص يثبت أن الأرض تدور حول محور.
- كان وليام كاربنتر، ويعمل كعامل في مطبعة وموطنه الأصلي بجرينتش في إنكلترا، يؤيد روبوثام وقد نشر كتاب علم الفلك النظري مع الكشف والفحص مثبتاً أن الأرض ليست كروية في ثمانية أجزاء منذ عام 1864 تحت مسمى المنطق العام.

ثم هاجر بعد ذلك إلى بالتيمور حيث نشر مئات البراهين عدم صحة كروية الأرض في 1885.
فهو يزعم أن: «هناك أنهار تتدفق لمئات الأميال نحو مستوى البحر دون الانخفاض لما يزيد عن عدة أقدام – والجدير بالذكر أن نهر النيل والذي في آلاف الأميال ينخفض مستوى الماء بمقدار قدم. ومستوى الامتداد لهذا الحد لا يتوافق إلى حد ما مع فكرة تحدّب الأرض. فيكون بالتالي دليلا معقولاً أن الأرض ليست كروية الشكل.»
«إذا كانت الأرض كروية الشكل، فإن أفضل ما يمكن للملاح أخذه معه عند إبحاره –لأن هذا هو الأصحّ بحد ذاته– هو نموذج مصغّر ذو شكل كروي. ولكن القيام بذلك لايزال غير معروفاً: باستخدام لعبة مثلها كدليل للإبحار، فسيحطّم البحّار سفينته بلا شك! وهذا دليل على أن الأرض ليست كروية.»
- وقال جون جاسبر، وهو شخص واعظ كان يلقي خطباً لأعداد كبيرة من الناس أكثر من أي رجل دين جنوبي من جيله، ويردّد كلامه متأثراً بصديقه النجّار في خطبته الشهيرة «تدور الشمس والأرض مسطّحة»، ألقى هذه الخطبة لأكثر من 250 مرة وكان دائماً ما يتم دعوته لإلقائها.
- في عام 1887، في قرية براكبورت في مقاطعة مونرو كونتي بنيويورك، تجادل فلاندرز مع اثنين من العلماء حول أن الأرض مسطّحة لثلاث ليال مؤيداً كروية الأرض. واختير خمسة من سكان القرية كقضاة، وصوّتوا بالإجماع على أن الأرض مسطّحة في النهاية. وقد قام بتسجيل هذا الأمر عضو في الحزب الديموقراطي الأمريكي ببروكبورت.
- ألقى البروفسور جوزيف دبليو هولدن، وهو قاضي صلحٍ سابق، العديد من المحاضرات في بريطانيا الجديدة عن نظرية أن الأرض مسطّحة في المعرض الكولومبي بشيكاغو. وامتدت شهرته إلى شمال كارولينا حيث نشرت جريدة لاندمارك النصف أسبوعية في ستاتسفيل حين وفاته عام 1900: «نحن بنفسنا نحمل المذهب القائل بأن الأرض مسطحة الشكل ونأسف بشدة لمعرفتنا أن أحداً من أعضائنا قد توفي».

ألقى ’البروفسور’ جوزيف دبليو هولدن، وهو قاضي صلحٍ سابق، العديد من المحاضرات في بريطانيا الجديدة عن نظرية أن الأرض مسطّحة في المعرض الكولومبي بشيكاغو. وامتدت شهرته إلى شمال كارولينا حيث نشرت جريدة لاندمارك النصف أسبوعية في ستاتسفيل حين وفاته عام 1900: ’نحن بنفسنا نحمل المذهب القائل بأن الأرض مسطحة الشكل ونأسف بشدة لمعرفتنا أن أحداً من أعضائنا قد توفي’.
- بعد وفاة روبثام، انشأت الليدي اليزابيث بلونت جمعية الأرض المسطحة العالمية بعام 1893 بإنجلترا وأطلقت صحيفة تدعى بالأرض ليست كروية وبيعت ببنسين فقط كما وخرجت مجلة أخرى تسمى بالأرض والتي ظلت من عام 1901 حتى 1904.
- كانت إليزابيث تعتبر أن الإنجيل هو السلطة غير القابلة للمساءلة على الطبيعة وأن الشخص لا يمكن أن يكون مسيحياً ويؤمن بأن الأرض كروية. ومن بين أعضائها المشهورين: إي دبليو بيلنقر من جمعية الثالوث الأنجيلي، وإدوارد هيوتن كبير المشرفين بالعلوم الطبيعية في كلية الثالوث بدبلن وكذلك رئيس الأساقفة. حيث قامت بإعادة تجارب روبوثام مما أدى إلى ظهور بعض التجارب المضادة ولكن قل الاهتمام بها بعد الحرب العالمية الأولى. فساهمت هذه الحركة في إعلاء شأن العديد من الكتب تناقش أن الأرض مسطحة وثابتة، من ضمنها كتاب ديفيد والردلو سكوت «تيرا فيرما».
- في عام 1898، وذلك أثناء رحلته وحيداً حول العالم، قابل جاشوا سلوكم مجموعة من المؤيدين للأرض المسطحة في دوربن، جنوب أفريقيا. حيث قام ثلاثة بوريين – ما يطلق على المستعمرين الهولنديين لقارة أفريقيا وكان أحدهم قسيساً، بإعطاء سلوكم كتيباً حرروه لإثبات أن الأرض مسطحة. وأيد «باول كروقر»، رئيس جمهورية ترنسفال في أفريقيا نفس النظرية بقوله عن رحلة جاشوا سلوكم: «أنت لا تعني دوران العالم، هذا مستحيل! تعني في العالم. مستحيل!»
- دعا ويبلر جلين فوليفا الذي تولى الكنيسة المسيحية الكاثوليكية عام 1906م، وهي أحد قطاعات العنصرة التي أَنشئت مجتمعاً مثاليًا في (صهيون، ولاية إلينوي), إلى الاعتقاد بأن الأرض مسطحة الشكل منذ عام 1915م فصاعدًا، واستخدم ليثبت وجهة نظره صورة للخط الساحلي لبحيرة نيباغو الواقعة في ولاية ويسكونسن وهو يمتد لاثني عشرة ميلًا، وهذه الصورة مأخوذة على ارتفاع ثلاثة أقدام من سطح الماء، وعندما اختفى المنطاد (إيطاليا) خلال رحلة استكشافية إلى القطب الشمالي عام 1928م حذَّر ويبلر الصحافة حول العالم بأن المنطاد قد ذهب إلى حافة العالم، كما عرض 5000 دولارًا لمن يثبت أن الأرض غير مسطحة وذلك وفقًا لشروطه، وقد مُنع تدريس الاعتقاد بكروية الأرض في المدارس الصهيونية كما أٌذيعت الرسالة على محطته الإذاعية WCBD.
- وقد صرَّح محمد يوسف الذي أسس جماعة إسلامية متشددة في نيجيريا تسمى بـبوكو حرام باعتقاده أن الأرض مسطحة الشكل.

## مجتمع الأرض المسطحة
في عام 1956، قام سامويل شينتون بتأسيس الجمعية الدولية للأرض المسطحة من منزله في مدينة دوفر في بريطانيا. وحين أطلق الاتحاد السوفيتي سبوتنيك، أول قمر صناعي؛ علق شينتون: «هل الإبحار حول جزيرة وايت سيثبت أنها كروية؟ نفس الشيء بالنسبة لهذه الأقمار الصناعية.»
كان هدف شينتون الرئيسي بأن يصل للأطفال قبل أن يقتنعوا بكروية الأرض. وعلى الرغم من كثرة الدعايات، تراجع دعم شينتون في
بريطانيا بسبب سباق الفضاء، حتى عام 1967 حين بدأ يصبح مشهورًا بسبب برنامج أبولو، عندما أظهرت صور الأقمار الصناعية كروية الأرض؛ كان رده: «من السهل أن نرى كيف أن صورة من هذا القبيل يمكن أن تخدع العين غير المدربة».
بعد وفاة شينتون عام 1971، أصبح تشارلز ك. جونسون رئيس الجمعية الدولية للأرض المسطحة، وعلى مدى العقود الثلاثة التالية، تبنى العضوية حوالي 3500 شخص وفقًا لجونسون.
أمضى جونسون سنوات في تحليل دراسات نظريات الأرض المسطحة والكروية واقترح أدلة على مؤامرة ضد الأرض المسطحة: "إن فكرة الأرض المستديرة هي مجرد مؤامرة من الأخطاء حاربها كل من موسى وكولومبوس وفرانكلين روزفلت ..." نُشرت مقالته في مجلة ساينس دايجست عام 1980. ويستطرد فيها قائلًا: "إذا كانت الأرض كروية، فلا بد أن يكون مسطح جسم كبير من الماء منحنيًا. وقامت عائلة جونسون بفحص مسطحات بحيرة تاهو وبحر سالتون دون الكشف عن أي انحناء".
بدأت عضوية الجمعية بالانخفاض بعد حريق شب في منزل جونسون عام 1997 أدى إلى تدمير جميع سجلات واتصالات أعضاء الجمعية. توفيت زوجة جونسون، التي ساعدت في إدارة قاعدة بيانات العضوية، وتبع ذلك بفترة قصيرة وفاة تشارلز جونسون في 19 مارس 2001.
في عام 2004، أعاد دانيال شينتون (لا علاقة له بسامويل) إحياء جمعية الأرض المسطحة، حيث أسسها حول منتدى مناقشة على شبكة الإنترنت. وهو يعتقد أنه لم يقدم أحد دليلًا على أن العالم ليس مسطحًا.
في عام 2004، أعاد دانيال شينتون (لا علاقة له بسامويل) إحياء جمعية الأرض المسطحة، حيث أسسها حول منتدى مناقشة على شبكة الإنترنت. وهو يعتقد أنه لم يقدم أحد دليلًا على أن العالم ليس مسطحًا.